# 罗叙
罗叙（法語：Rosult，法語發音：[ʁozy]）是法国上法蘭西大區北部省的一个市镇，位于该省中部，属于瓦朗谢讷区。

## 地理
罗叙（50°26'52"N, 3°21'50"E）面积8.16 平方千米，位于法国上法蘭西大區北部省，该省份为法国最北部的省份及最长的省份，西北濒北海，西接加来海峡省，南至埃纳省和索姆省，东与比利时接壤。
与罗叙接壤的市镇（或旧市镇、城区）包括：勒塞勒、萨梅翁、萨尔和罗西耶尔、布西尼、布里永、朗达、米隆福斯、圣阿芒莱索。

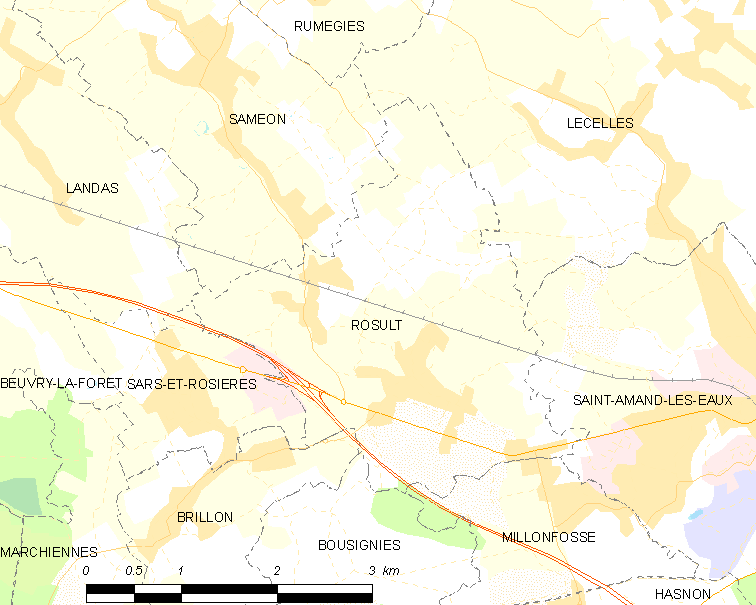
罗叙的OSM定位图

罗叙的时区为UTC+01:00、UTC+02:00（夏令时）。

## 行政
罗叙的邮政编码为59230，INSEE市镇编码为59511。

## 政治
罗叙所属的省级选区为圣阿芒莱索县。

## 人口

1962-2008年间罗叙人口变化图示

罗叙于2022年1月1日时的人口数量为1997人。